# Diocèse de San Cristóbal de Venezuela
Ne doit pas être confondu avec Diocèse de San Cristóbal de Las Casas ou Diocèse de San Cristóbal de La Laguna.
Le diocèse de San Cristóbal de Venezuela (en latin : Diœcesis Sancti Christophori in Venetiola ; en espagnol : Diócesis de San Cristóbal de Venezuela) est un diocèse de l'Église catholique au Venezuela, suffragant de l'archidiocèse de Mérida.

## Territoire

Carte des diocèses du Venezuela avec le diocèse de San Cristóbal de Venezuela en rouge

Le diocèse se situe dans l'État de Táchira et possède un territoire de 11100 km2 avec 87 paroisses regroupées en 10 archidiaconés. Le siège épiscopal est à San Cristóbal où se trouve la 
cathédrale de San Cristóbal (es). À Táriba, la basilique Notre-Dame de Consolation (es) est l'objet d'un important pèlerinage.

## Histoire
Le diocèse est érigé le 12 octobre 1922 par Pie XI avec la constitution apostolique "Ad Munus". Lorsque, en 1923, le diocèse de Mérida est élevé au rang d'archidiocèse métropolitain, San Cristóbal devient l'un de ses suffragants. Le 7 juin 1954, il cède une partie de son territoire pour la création de la préfecture apostolique de San Fernando de Apure (aujourd'hui diocèse de San Fernando de Apure).
C'est l'un des diocèses du Venezuela les plus fervents et compte le plus grand nombre de prêtres incardinés, plus que les autres archidiocèses et diocèses.

## Évêques
- Tomás Antonio San Miguel Díaz (1923-1937) (procès de béatification en cours)
- Rafael Ignacio Arias Blanco (1939-1952) nommé archevêque coadjuteur de Caracas.
- Alejandro Fernández Feo-Tinoco (1952-1984)
- Marco Tulio Ramírez Roa (1984-1998)
- Baltazar Porras Cardozo (1998-1999) administrateur apostolique en étant archevêque de Mérida
- Mario del Valle Moronta Rodríguez (1999-2024)
- Lisandro Alirio Rivas Durán (2024- )